# Камра
Камра (англ. Kamra) — город в провинции Пенджаб, Пакистан, расположен в округе Атток. Население — 36 072 чел. (на 2010 год).

## Географическое положение
Камра расположен на границе двух пакистанских провинций — Пенджаба и Хайбер-Пахтунхвы.

## Промышленность
В городе осуществляется производство истребителей Chengdu FC-1 Xiaolong для ВВС Пакистана.

## Демография
| 1998   | 2010   |
| ------ | ------ |
| 37 131 | 36 072 |